# Place Saint-Marc (Canaletto)
Pour les articles homonymes, voir Place Saint-Marc.
Cette vue de la Place Saint-Marc de Venise (en italien : Piazza San Marco) est une peinture à l'huile du peintre rococo italien Canaletto. Il l'a réalisée après son séjour à Rome en 1723. 

## Description
Elle a été commandée par un noble vénitien afin de décorer son palais. La commande comporte au total quatre toiles : le Rio dei Mendicanti, le Grand Canal, vu au nord-est depuis le Palazzo Balbi vers le pont du Rialto (tous les deux au musée vénitien de Ca'Rezzonico), Le Grand Canal, vu du Campo San Vio et enfin celui-ci, la Place Saint-Marc (tous les deux au musée Thyssen-Bornemisza de Madrid).
L'œuvre présente une des images les plus caractéristiques de la ville italienne, la place Saint-Marc avec la basilique Saint-Marc au fond et son campanile. On peut voir à gauche les Procuratie Vecchie et à droite les Procuratie Nuove.